# Ramlinsburg
Ramlinsburg är en ort och kommun i distriktet Liestal i kantonen Basel-Landschaft, Schweiz. Kommunen har 734 invånare (2023).